# Кантабрийцы
Кантабри́йцы (исп. cántabros) — романоязычная этническая/региональная общность, населяющая территорию автономного сообщества Кантабрия в Испании, на севере Пиренейского полуострова. Кантабрийцы живут также в Мадриде и других городах и областях Испании. Потомки кантабрийцев населяют Мексику, Аргентину, Кубу, Венесуэлу и другие латиноамериканские страны. Кантабрийские эмигранты и их потомки проживают, кроме того, во Франции, Германии и в других странах Западной Европы, а также в США. Говорят на испанском языке, в сельских районах в той или иной степени сохраняются местные кантабрийские говоры, относящиеся к астурлеонскому языку.
По данным Большой российской энциклопедии, к 2008 году в Испании проживало свыше 500 тыс. кантабрийцев.
Идеи кантабрийской культурной, исторической, этнической и языковой самобытности, движение (в том числе и политическое), выражающее эти идеи, а также организации, участвующие в этом движении, объединяют под собирательным термином кантабризм. Выразителем интересов регионального движения кантабрийцев является Партия регионалистов Кантабрии.
В древности территория Кантабрии была заселена иберским племенем кантабры, которые в I веке до н. э. были покорены римлянами и впоследствии романизированы (стали частью иберо-римлян).

Кантабрийский крест (лабаро) — флаг Кантабрии

В составе кантабрийцев выделяются небольшие по численности cубэтнические группы пасиего (пасьего, пасьегос) (от названия реки Пас) и монтаньесы (от исп. montaña «гора»), живущие в горных районах Кантабрии. Известны тем, что в прошлом представляли собой изолированные группы, занимавшиеся пастушеским отгонным скотоводством. Монтаньесами («горцами») также могут называть всех кантабрийцев. Кроме того, название «монтаньес» иногда применяют к кантабрийскому диалекту.